# Walter Volz

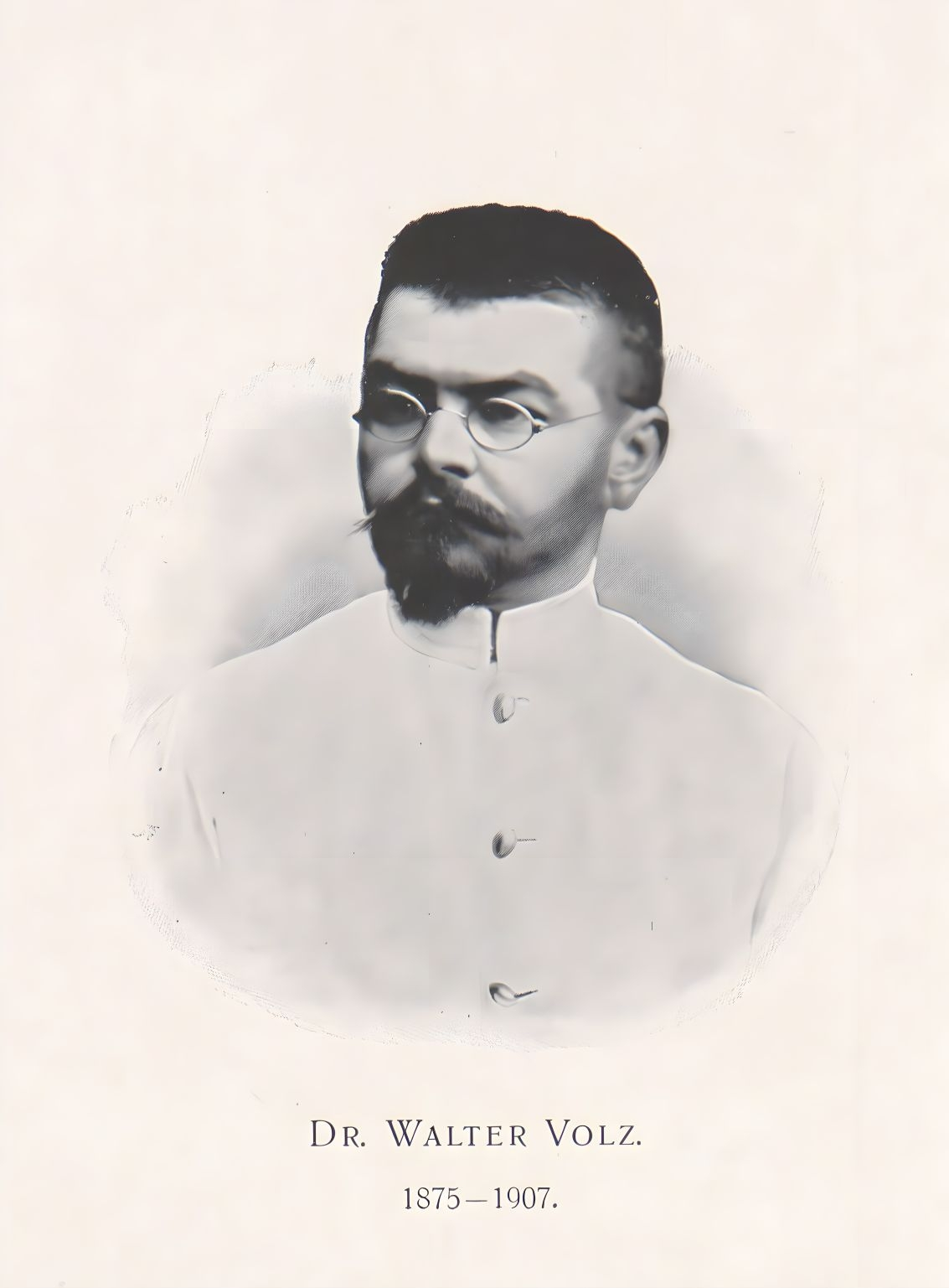
Portrait von Walter Volz (1875-1907)

Walter Volz (* 17. Dezember 1875 in Wynau; † 2. April 1907 in Boussédou, Guinea) war ein Schweizer Zoologe, Geologe und Forschungsreisender.

## Leben

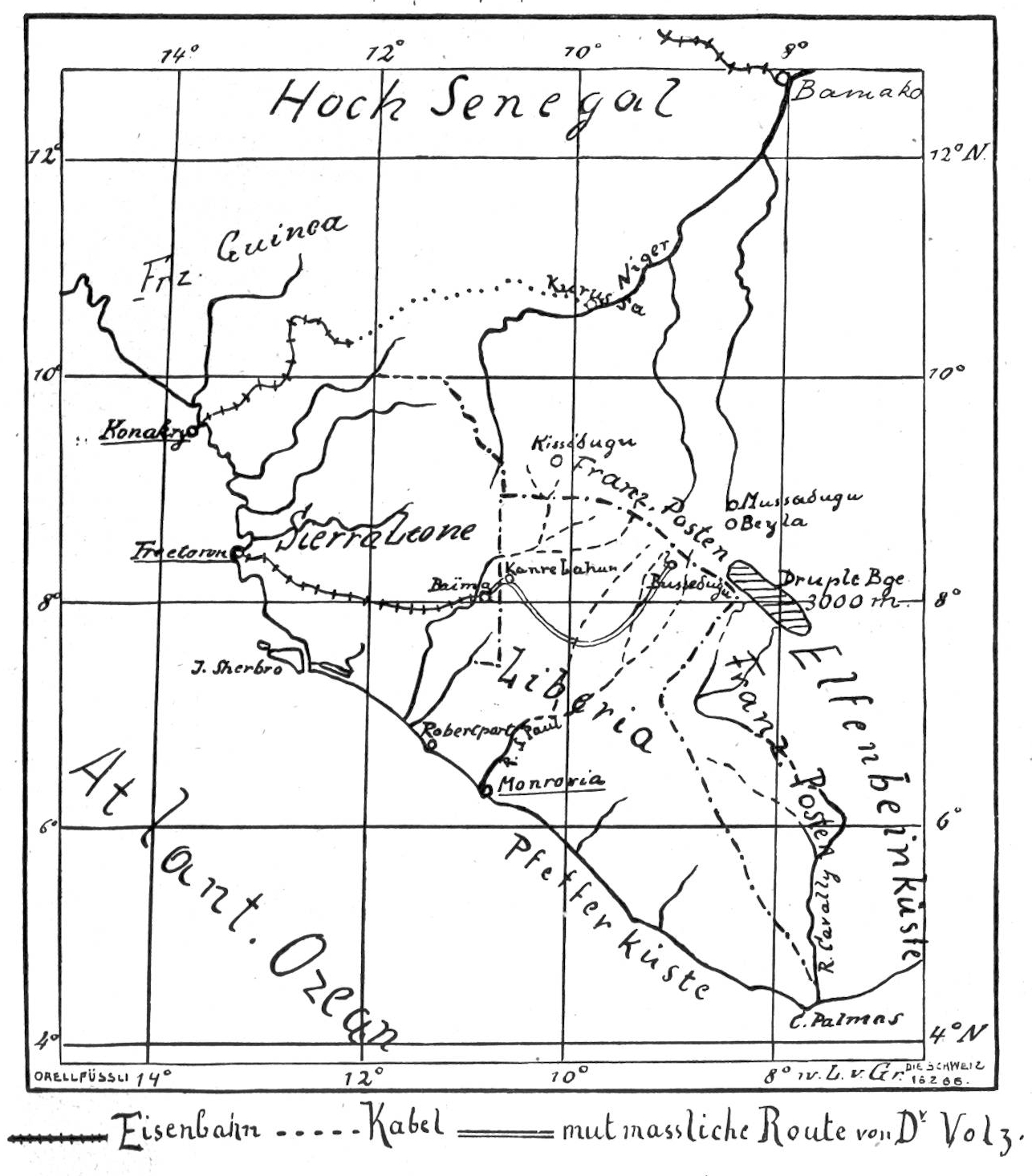
Mutmassliche Route der Forschungsreise von Walter Volz in das Hinterland von Liberia

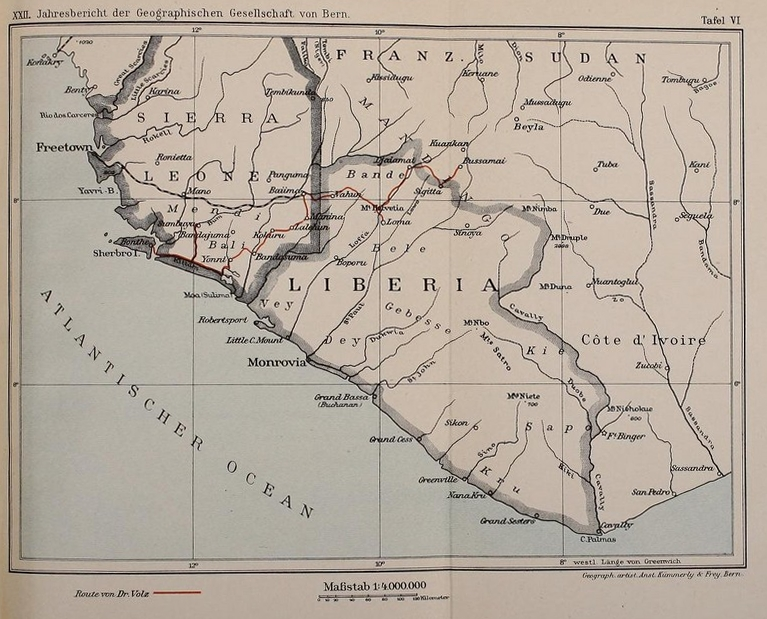
Route von Walter Volz von Bonthe (Sherbro-Insel) bis Bussamai (Boussédou)

Walter Volz wurde als Sohn des August Volz, einem Pfarrer, und der Anna Ida von Hofmann in Wynau geboren und stammte aus Bern. Nach dem Besuch des Gymnasiums in Bern (1884–1890) und dem zweijährigen Aufenthalte in seinem Elternhaus in Aarberg studierte er Architektur am Technikum Burgdorf (1892–1895) und Zoologie, Botanik und Geologie an den Universitäten Basel und Neuenburg. 1899 promovierte er in Basel mit der Dissertation Beitrag zur Kenntnis einiger Vogelcestoden.
Nach dem mit magna cum laude bestandenen Examen beabsichtigte er die Fortsetzung seiner Studien und bereitete einen Aufenthalt an der zoologischen Station Neapel vor. Auf Vermittlung seines Lehrers in Geologie Carl Schmidt erhielt Volz die Anfrage, als Geologe bei der Koninklijke Nederlandsche Maatschappij tot Exploitatie van Petroleumbronnen in Nederlandsch-Indië in Sumatra zu arbeiten. Am 10. Dezember 1899 reiste er zum Antritt seiner neuen Stellung nach Palembang auf Sumatra, wo er 2½ Jahre verblieb. Seine Tätigkeit auf dem südöstlichen Teil der Insel diente im Wesentlichen der Untersuchung ausgedehnter, zum Teil noch vollständig unbekannter Landstriche in geologischer und geographischer Hinsicht. Daneben vermochte er reichhaltige zoologische Sammlungen zusammenzutragen. Seine fünfmonatige Heimreise führte ihn über Java, Malakka, Siam (heute Thailand), Vietnam und über Shanghai, Japan, Hawaii und durch die USA. Nach Bern zurückgekehrt ging er sofort an die Bearbeitung und Aufstellung seiner Sammlung im naturhistorischen Museum. Zugleich wurde er Prosektor an der Tierarzneischule.

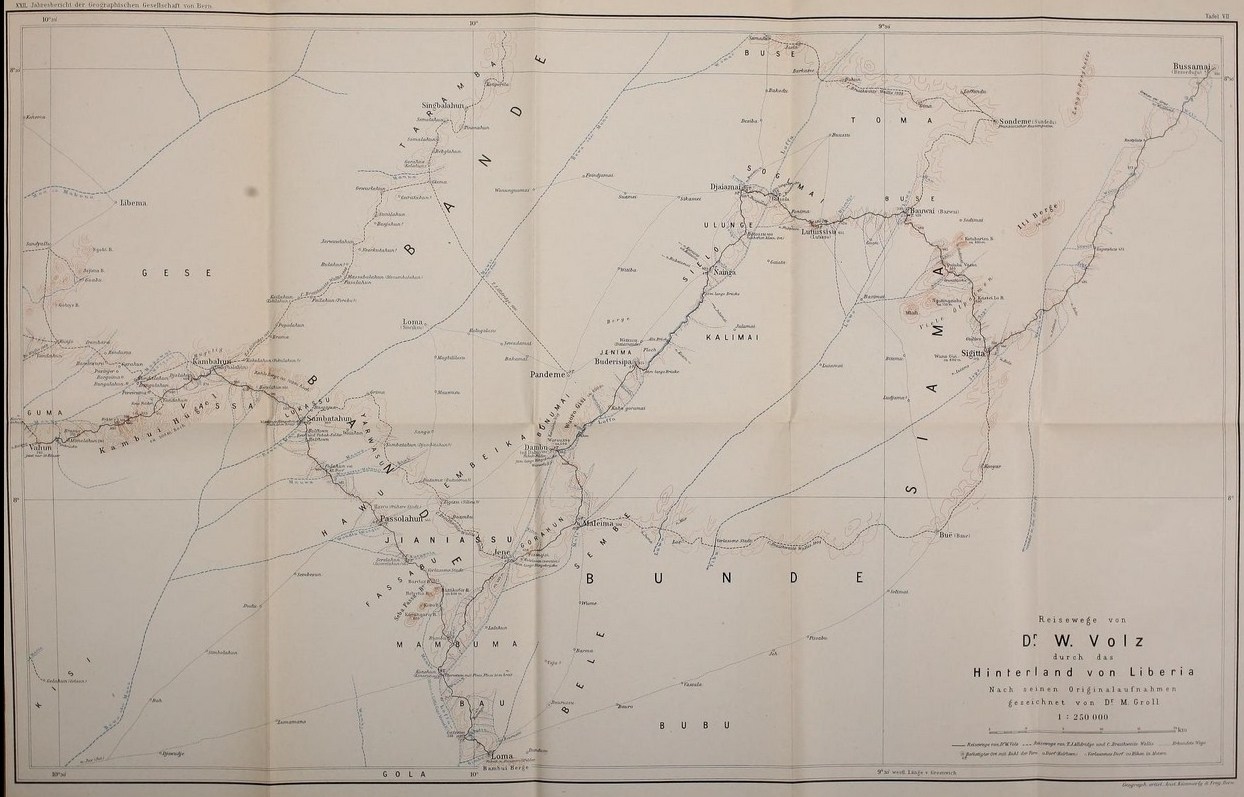
Karte zum Reiseweg durch das Hinterland von Liberia im Winter 1906–1907.

Ab 1903 war er Assistent von Professor Theophil Studer und ab 1904 Privatdozent für Zoologie an der Universität Bern. 1904 war er Sekretär des 6. Internationalen Zoologenkongress, der in Bern durchgeführt wurde. In seiner letzten Willensverordnung vom 9. Mai 1906 vermachte Volz dem Staate Bern zugunsten des zoologischen Institutes in Bern ein Legat.

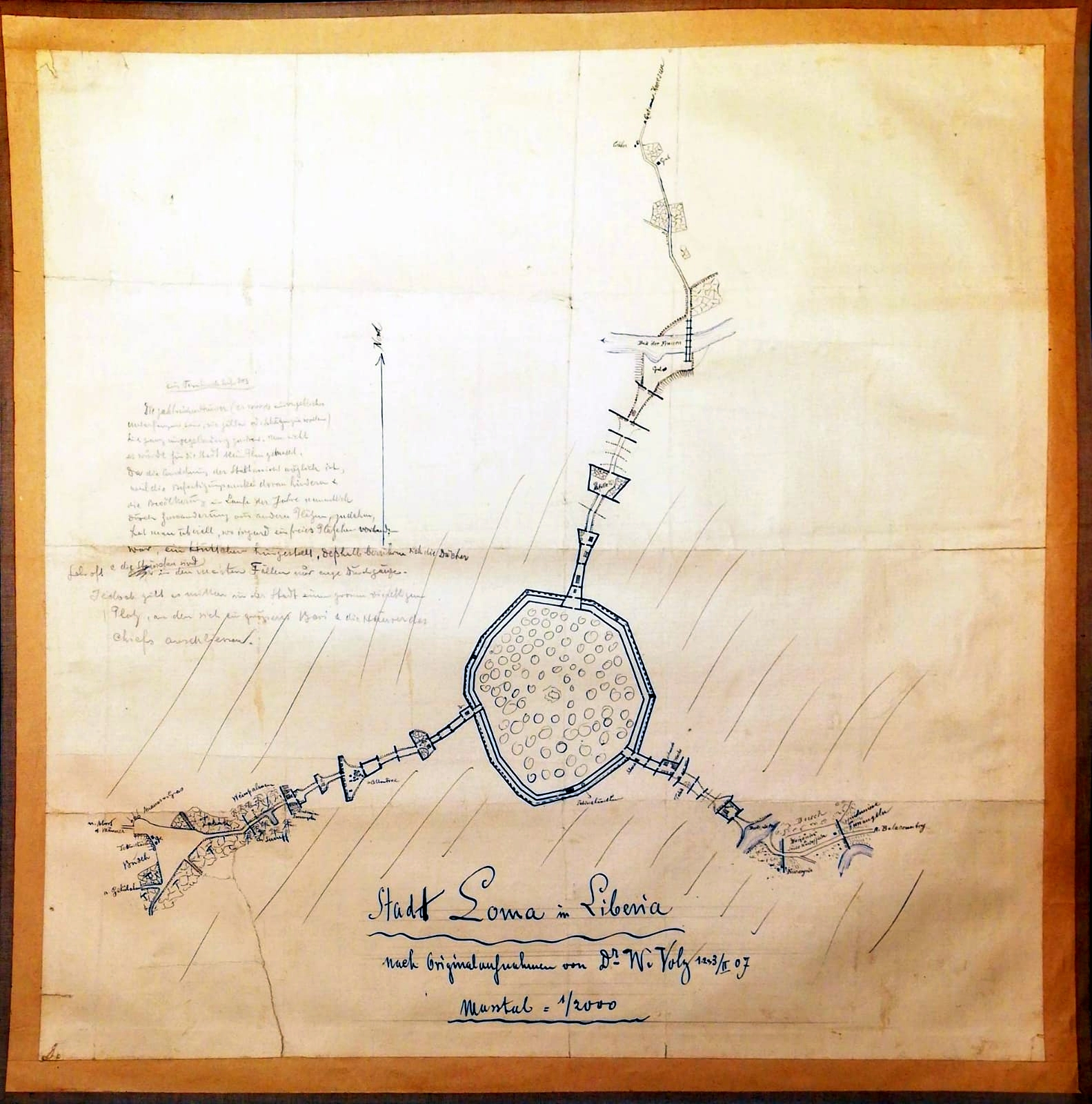
Manuskriptplan der Stadt Loma in Liberia aufgrund der Originalaufnahmen von Walter Volz

Volz war Mitglied der Geographischen Gesellschaft Bern und der Naturforschenden Gesellschaft. 1905 reichte Volz bei der Geographischen Gesellschaft ein Gesuch um Unterstützung seiner projektierten Reise aus den Mitteln des sogenannten Afrikafonds ein. 1906 trat er die Forschungsreise durch Liberia an, für die er vorgängig Ratschläge und Empfehlungsschreiben von Johann Büttikofer in Rotterdam einholte, der seine erste Reise nach Liberia von 1879 bis 1882 und die zweite von 1886 bis 1887 unternahm. Volz geriet am 2. April 1907 in die Auseinandersetzungen zwischen Franzosen und Liberianern in denen er neutral bleiben wollte und wurde in Bussamai beziehungsweise Boussédou erschossen Die von ihm gehisste weisse Flagge und die Flagge der Schweiz konnten offenbar nicht gesehen werden. Nach der Eroberung von Bossédou durch die Franzosen wurde das Reisetagebuch aufgefunden, sofort von einem Offizier übersetzt, wobei Teile in den Bericht von Leutnant Bouet einflossen, in dem Volz ausdrücklich gewürdigt wird. Die Grabstätte sei mit einer Einfassung und einem einfachen Holzkreuz versehen worden.
Leonz Held, Leiter der Geographischen Gesellschaft Bern und Direktor der Eidgenössischen Landestopographie, würdigte Walter Volz 1907 in der Zeitung Der Bund folgendermassen: „Wie so viele vor ihm, ist er als Opfer seines Forschertriebes gefallen. Aber nicht der Erfolg ist es, was uns mit Achtung erfüllen muss. sondern der unerschrockene Wagemut, mit welchem er sein Leben einsetzte. In diesem Sinne hat der Sprechende dem Geschiedenen ein gutes Andenken zu bewahren.“
Der deutsche Ethnologe und Afrikaforscher Leo Frobenius schrieb 1908, dass er sehr gern das Grab des Professors Volz aufgesucht hätte, um dort einen Kranz niederlegen zu können.
Aus der Komiteesitzung vom 22. Mai 1911 der Geographischen Gesellschaft Bern geht hervor, dass das französische Kolonialministerium mitgeteilt habe, dass die von Herrn Dr. W. Volz sel. für zwei Erhebungen gewählten Namen «Helvetiaberg» und «Büt[t]ikoferberg» von der französischen Regierung genehmigt worden seien, und dass eine weitere Erhebung die Bezeichnung «Mont Volz» erhalten habe.
Das Porträt von Walter Volz fand 1910 Aufnahme in Meyers Historisch-Geographischem Kalender.
Ein Rückkehrer aus Sierra Leone äusserte sich 1914 gegenüber dem Feuille d'Avis de Neuchâtel, dass die Erinnerung an den jungen Forscher einen Eintrag im Goldenen Buch der Wissenschaft verdiene.

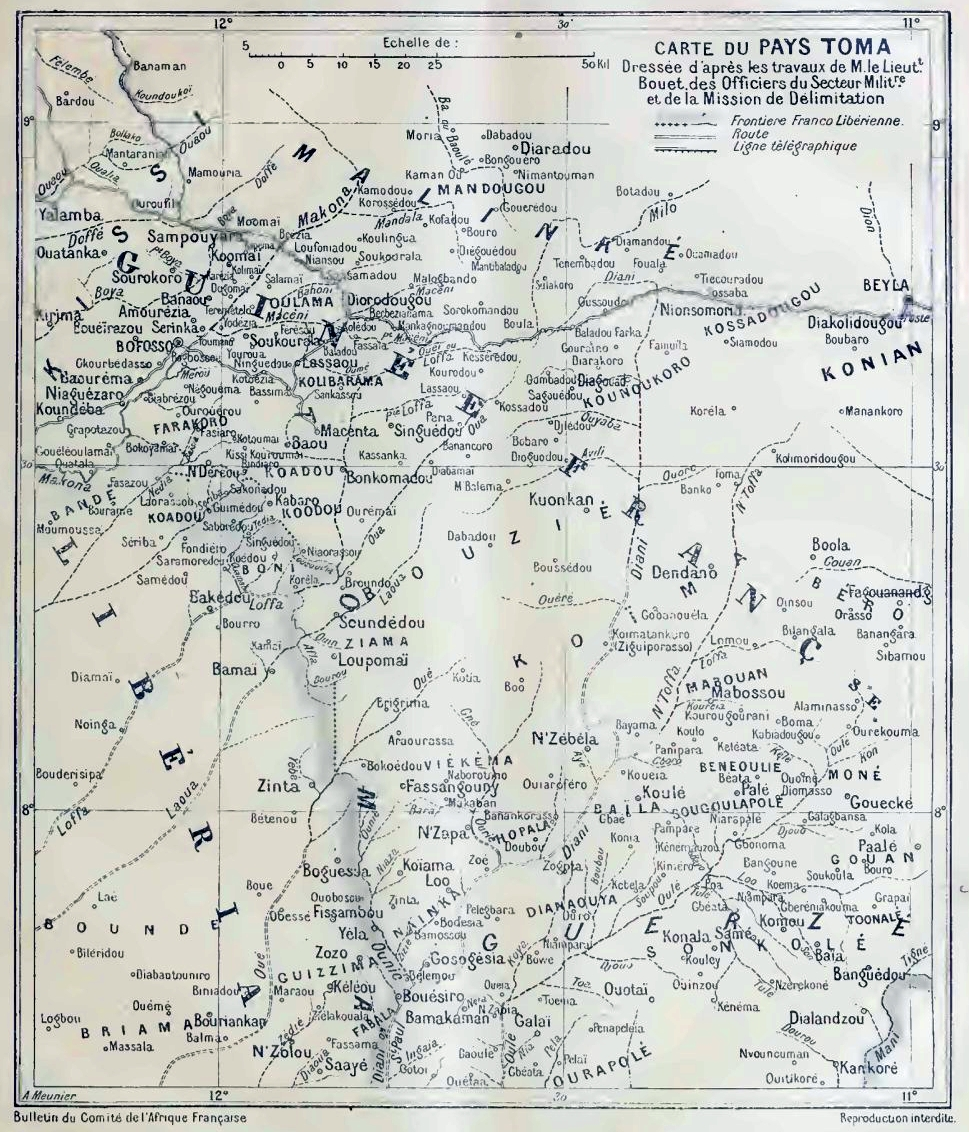
Boussédou auf der Carte du Pays Toma, 1911

Im 2020 erstmals veröffentlichter Online-Stadtplan Bern Kolonial wird versucht, eine Art Bestandesaufnahme von sichtbaren und unsichtbaren kolonialen Spuren in Bern vorzunehmen.
In der Gedenkliste A Memorial to Fallen Naturalists wird Volz als Naturforscher geehrt, der bei seinen Aktivitäten sein Leben verloren hat.
Walter Volz gehörte offenbar zu jenen europäischen Erdölfachleuten, die 2–3 Jahre lang geologische Kartierungsprojekte in Indonesien durchführten, aber nie etwas über ihre Arbeit für die Erdölgesellschaft schrieben, weder in wissenschaftlichen Publikationen noch in persönlichen Memoiren. Die meisten dieser Geologen kamen in den frühen 1900er Jahren auf Empfehlung von Carl Schmidt oder Hugo Bücking zur Koninklijke Nederlandsche Maatschappij tot Exploitatie van Petroleumbronnen in Nederlandsch-Indië, nachdem sie diese Gesellschaft davon überzeugt hatten, dass es wichtig sei, Antiklinalen zu kartieren und zu bohren.
Walter Volz hatte wohl nur ein begrenztes geologisches Interesse und verfolgte stattdessen eher zoologische Interessen, wie die Reiserinnerung von seiner Rückreise Ein Besuch bei den Salanganen Javas verdeutlicht.

## Werke
- Walter Volz: Zoologische Ergebnisse einer Reise in Ost-Asien und auf den Sandwich-Inseln. 1906.[58]
- Walter Volz: Reise durch das Hinterland von Liberia im Winter 1906/07. Nach seinen Tagebüchern bearbeitet von Rudolf Zeller. In: Jahresbericht der Geographischen Gesellschaft von Bern, 22 (1908-1910). S. 113–279 (e-periodica.ch – Mit einer Itinerarkarte, einer Uebersichtskarte, einem Stadtplan und 11 Text-Illustrationen).
- Walter Volz: Reise durch das Hinterland von Liberia im Winter 1906–1907. Nach seinen Tagebüchern bearbeitet von Rudolf Zeller. A. Francke, Bern 1911 (archive.org – Mit einer Itinerarkarte, einer Uebersichtskarte, einem Stadtplan und Text-Illustrationen).
- Walter Volz: Reiseerinnerungen aus Ostasien, Polynesien, Westafrika. Mit einer biographischen Einleitung von Fritz Lotmar. A. Francke, Bern 1909 (uni-frankfurt.de [abgerufen am 28. September 2023]).[59][60][61]

### Artikel
- Verzeichnis der [zoologischen] Publikationen.[62]
- Systematische Arbeiten über die Sammlung.[63]
- Arbeiten über einzelne Objekte der Sammlung.[64]
- Walter Volz: Über Reisanbau in Ostsumatra. In: Die Schweiz. 1901.[65]
- Walter Volz: Ein Tag im Suezkanal. In: Der ornithologische Beobachter. 2, 1903, S. 211–212.[66]
- Walter Volz: Eine Reise auf den Sandwich-Inseln. Vortrag von Walter Volz, in Bern, gehalten am 29. Januar 1904. In: Jahresbericht der Geographischen Gesellschaft von Bern 1903-1904. 1904, S. 79-99, abgerufen am 16. September 2023.[67]

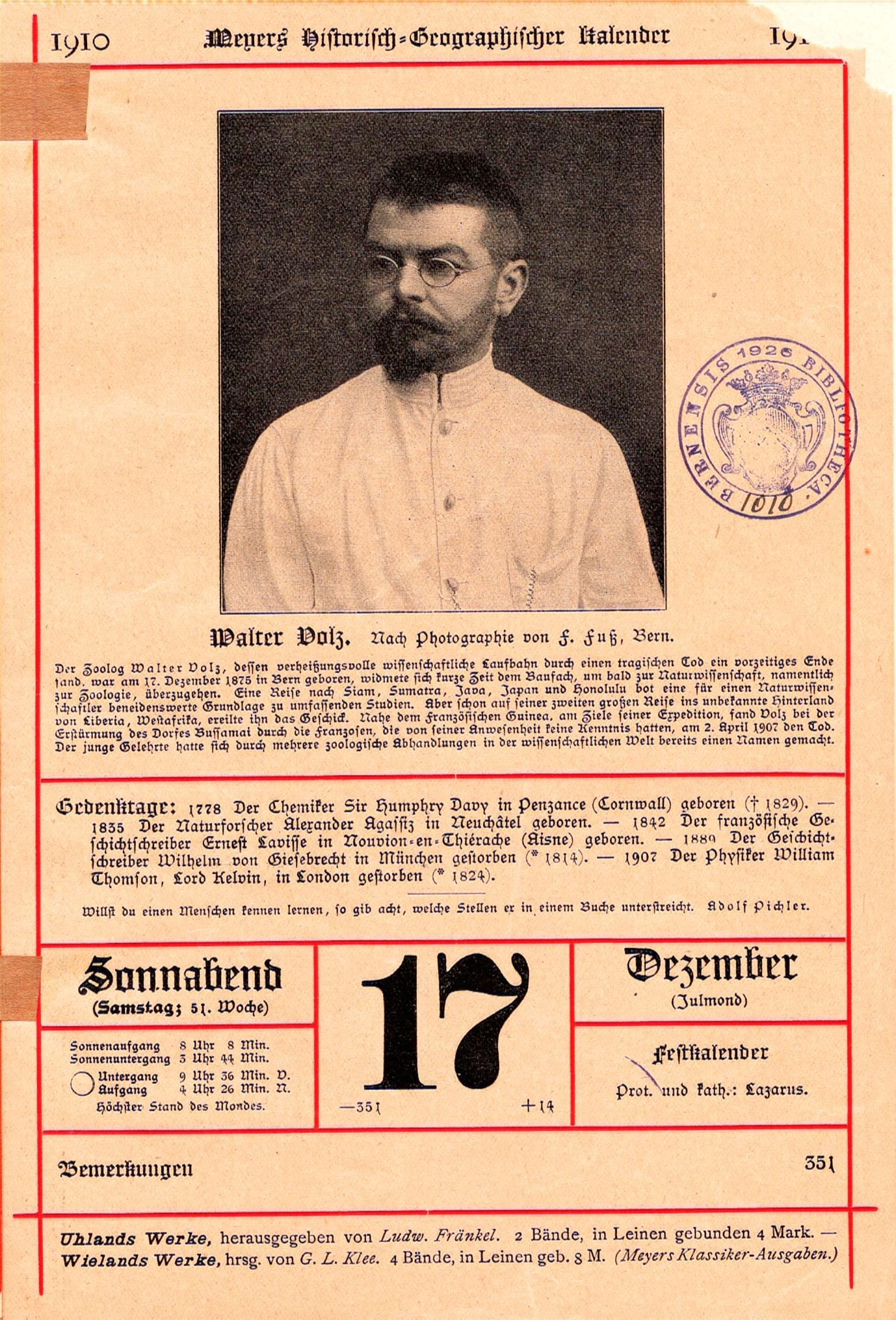
Kalenderblatt vom 17.12.1910 von Meyers Historisch-Geographischem Kalender

- Kalenderblatt vom 17.12.1910 von Meyers Historisch-Geographischem KalenderWalter Volz: Malaiische Tiersagen. In: Reiseerinnerungen. 1909, S. 21–27.[68]
- Walter Volz: Malaiische Tänze am Rawas. 1909, S. 27–36.[69]
- Walter Volz: Ein Besuch bei den Salanganen Javas. 1909, S. 37–49.[70]
- Walter Volz: Eine Reise in Siam. 1909, S. 50–64.[71]
- Walter Volz: Leichenverbrennungen in Siam. 1909, S. 64–71.[72]
- Walter Volz: Mein Aufenthalt in Wusung.[73]
- Walter Volz: Reiseerinnerungen an Japan. 1909, S. 77–93.[74]
- Walter Volz: Frei lebende Vögel im Zoologischen Garten von Rotterdam.[75]
- Walter Volz: Der Haifisch.[76]
- Walter Volz: Eine Reise an die Flüsse Kittam und Bum in Sierra Leone. In: Jahresbericht der Geographischen Gesellschaft von Bern 20 (1905–1906). 1906, S. 231-249, abgerufen am 16. September 2023: „Bonthe (Sherbro), anfangs September 1906“
- Walter Volz: Ein Besuch bei Fa Bundu.[77][78][79]

- Walter Volz: Ornithologische Reiseskizzen aus Sierra Leone. In: Der ornithologische Beobachter, 6. 1908, S. 36–40[80], S. 53–56[81], S. 69–72[82], S. 86–89[83], S. 100–103.[84]
- Aus Dr. Walter Volz's Tagebüchern. 1911.[85][86][87]

## Archive / Sammlungen
- Burgerbibliothek Bern, Tagebücher[133]
- Naturhistorisches Museum Bern[134][135]

- Bernisches Historisches Museum[136][137]
- Museum der Kulturen Basel[138]
- Kulturmuseum St. Gallen[139][140]
- Universitätsbibliothek Bern[141]
- Schweizerisches Bundesarchiv[142][143]